# ジェームズ・シスネット
ジェームズ・エマヌエル・シスネット（James Emmanuel Sisnett, 1900年2月22日 - 2013年5月23日）は、バルバドス歴代最高齢の長寿の男性。ジェロントロジー・リサーチ・グループが認定しているスーパーセンテナリアンの中では1897年4月19日生まれの木村次郎右衛門が健在だったため、男性世界最高齢にはなれなかった。

## 人物
1900年2月22日、当時はイギリス統治下にあったバルバドスのセント・ジョージ教区でジェームズ・アルバート・エガートンとマティルダ・アン・シスネットの第5子として生まれた。
学校卒業後は鍛冶屋で修業ののち、砂糖とシロップを生産する工場で1970年まで勤務した。1923年にはアニータ・ダウリングと結婚し、1937年にアニータと死別するまでに5人の子をもうけた。1942年にジョゼフィン・イヴリンと再婚し、6人の子をもうけた。孫は25人、ひ孫は19人いた。2人の姉妹はともにセンテナリアンであり、残る2人の兄弟も100歳には届かなかったが、それぞれ99歳と98歳で亡くなった。白内障を患っていたが、2006年に106歳の高齢ながら除去手術を受けた。

## 長寿記録
- 2009年11月8日 - ヒリアード・ハドソンの死去に伴い、黒人男性の世界最高齢となる。同時に19世紀生まれ最後の黒人男性となる。
- 2010年7月5日 - GRGにより年齢が検証され、当時世界で3番目に高齢の男性になる[5]。
- 2011年4月14日 - ウォルター・ブルーニングの死去に伴い、111歳51日で南北アメリカを通じての最高齢男性となった。
- 同年9月11日 - 大西種吉の死去に伴い、111歳201日で世界第2位の長寿の男性となった[6]。
- 2012年3月21日 - ヤン・グーゼナーツの死去に伴い、検証された1900年生最後の男性となった[6]。
- 2013年5月23日 - 死去。113歳90日。